# Пасльоноцвіті
Пасльоноцвіті (Solanales) — порядок квіткових рослин, згідно з системою APG-II належить до підкласу айстеридів.

## Опис
Трави, чагарники або дерева з черговими простими, іноді складними листками, без прилистків. Характерні алкалоїди тропінової, нікотинової та стероїдної груп. Квітки зібрані в різноманітні суцвіття (цимозні або похідні від цимозного типу) або поодинокі і пазушні, маточково-тичинкові, актиноморфні, рідше зигоморфні. Чашечка зрослолиста, звичайно п'ятилопатева, залишається біля плоду. Віночок зрослопелюстковий від колесоподібного до трубчастого типу, звичайно п'ятилопатевий, у бруньці складчастий. Тичинок п'ять, вони чергуються з лопатями віночка і прирослі до його трубки, але у деяких видів наявні лише чотири або навіть дві фертильні тичинки, а решта перетворюється у стамінодії. Гінецей з двох, іноді п'яти або трьох капел, звичайно з термінальним стовпчиком; приймочка, як правило, дволопатева, рідше пельтантна. Зав'язь верхня, двогнізда, з одним або частіше з кількома насінними зачатками в кожному гнізді або на кожній плаценті. Плоди різного типу, ягоди або коробочки.

## Класифікація
До порядку крім великої родини пасльонових (Solanaceae), яка об'єднує 90 родів та 2900 видів, належить ще 5 невеликих родин (по 1-4 родів та 1-60 видів). Представники порядку поширені переважно у південній півкулі. В Україні поширено 13 родів із 31 видами частина з них інтродукована.

## Філогенія
Вважається, що пасльоноцвіті походять від тирличецвітих, найімовірніше від родини логанієвих.